# Mistel

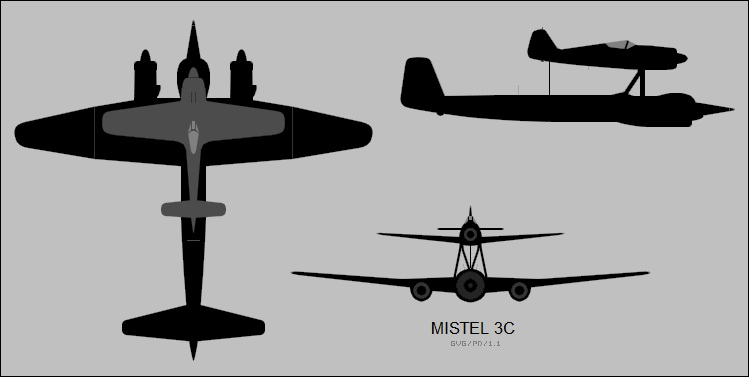
Il Mistel 3: Fw 190 e Ju 88

I velivoli compositi designati Mistel (tradotto dalla lingua tedesca "vischio") furono concepiti nella Germania nazista e usati dall'unità speciale Kampfgeschwader 200 per bombardare obiettivi specifici, grazie all'inusuale combinazione di due aerei uniti.

## Storia del progetto
L'idea prevedeva il decollo congiunto dei due componenti, poi guidati verso la meta dall'elemento dell'unità superiore, con il pilota che sopra l'obiettivo, avrebbe rilasciato l'aereo inferiore, continuando però a pilotarlo tramite un collegamento remoto fino a farlo schiantare sull'obiettivo. La combinazione più usata prevedeva un aereo da caccia come vettore a cui veniva agganciato, tramite un sistema di cavi e collegamenti appositamente progettati, un bombardiere Junkers Ju 88 come parte inferiore, con una testata piena di esplosivo al posto dell'abitacolo.
Il Mistel 1 aveva, per la precisione, come Bf 109 un esemplare della versione F-4, e come Ju 88 la versione da caccia notturna. Come componente superiore, in seguito, fu scelto il Focke-Wulf Fw 190. Prese così forma la serie Mistel 2. Ad un certo punto si pensò di ricorrere a bombardieri pesanti Heinkel He 177 come elemento inferiore, dato l'inutilità di questi aerei per il Reich.
Il Mistel poteva toccare i 380 km/h.

## Impiego operativo
L'unità addetta all'uso del Mistel era il Kampfgeschwader 200 (KG 200 – 200º stormo bombardieri) che lo impiegò per la prima volta contro le truppe Alleate durante la battaglia di Normandia, il 24 giugno 1944. L'attacco, portato avanti ai danni delle imbarcazioni ancorate tra Cherbourg-Octeville e Le Havre, ebbe successo e vennero affondate alcune navi.
Per l'inizio del 1945 fu programmato un attacco in massa dei Mistel contro le centrali elettriche vicine a Mosca che, fu stimato dai tedeschi, erogavano energia a circa l'80% dell'industria bellica sovietica, ma un raid diurno dell'USAAF distrusse molti Mistel a terra prima che potessero decollare e di conseguenza la missione fu annullata. Di successo fu invece l'attacco del 6 marzo 1945 dove il KG 200 usò i Mistel per distruggere due ponti sul fiume Oder a Göritz, per rallentare la marcia dell'Armata Rossa verso Berlino.

## Varianti

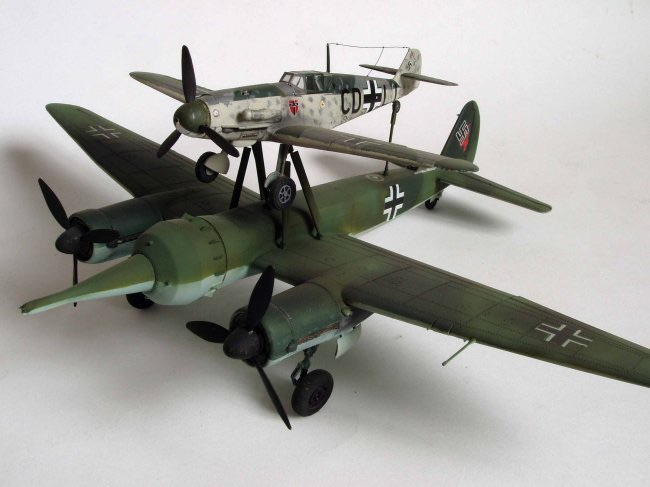
Riproduzione in scala del Mistel 1

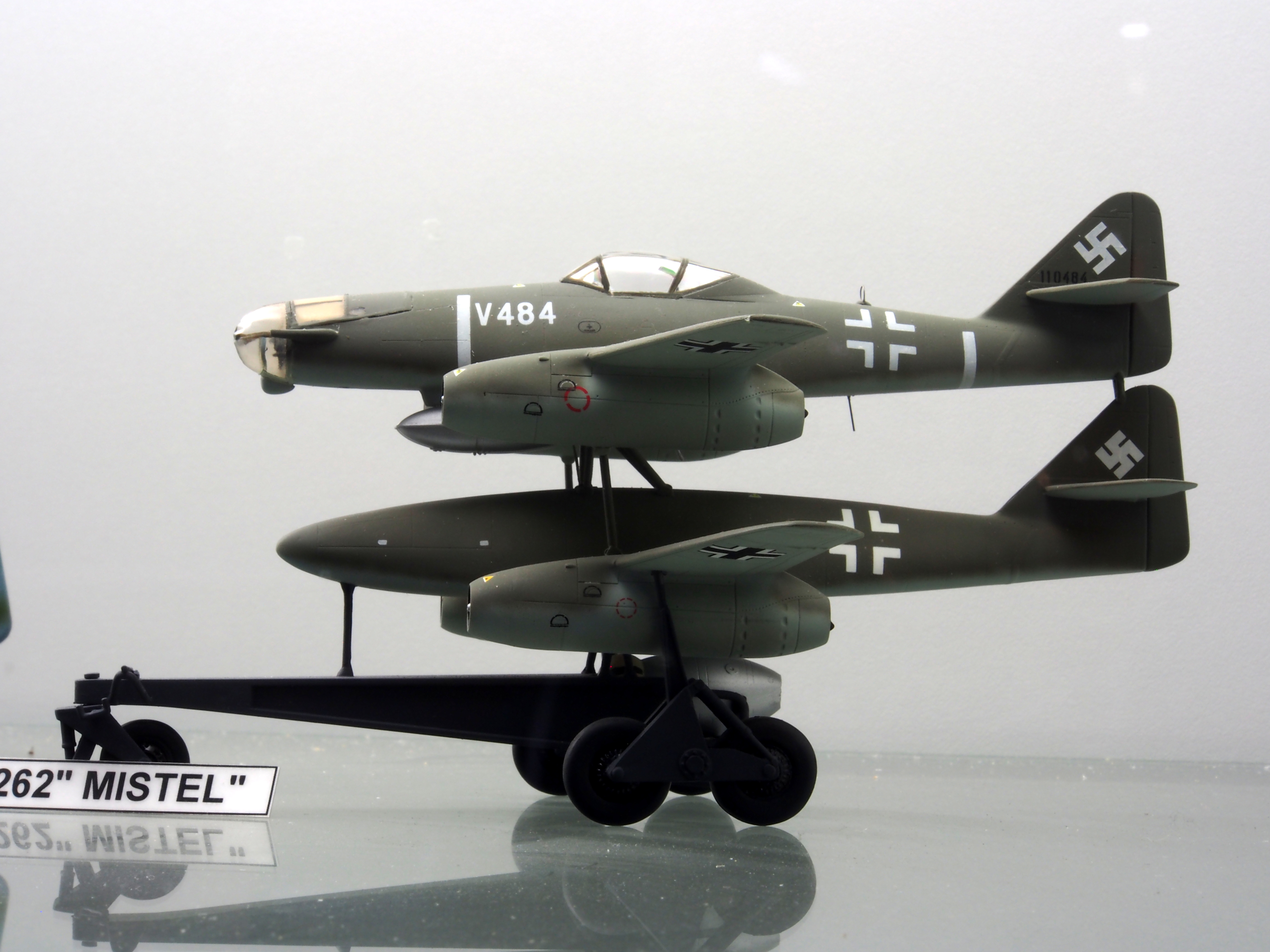
Mistel 4

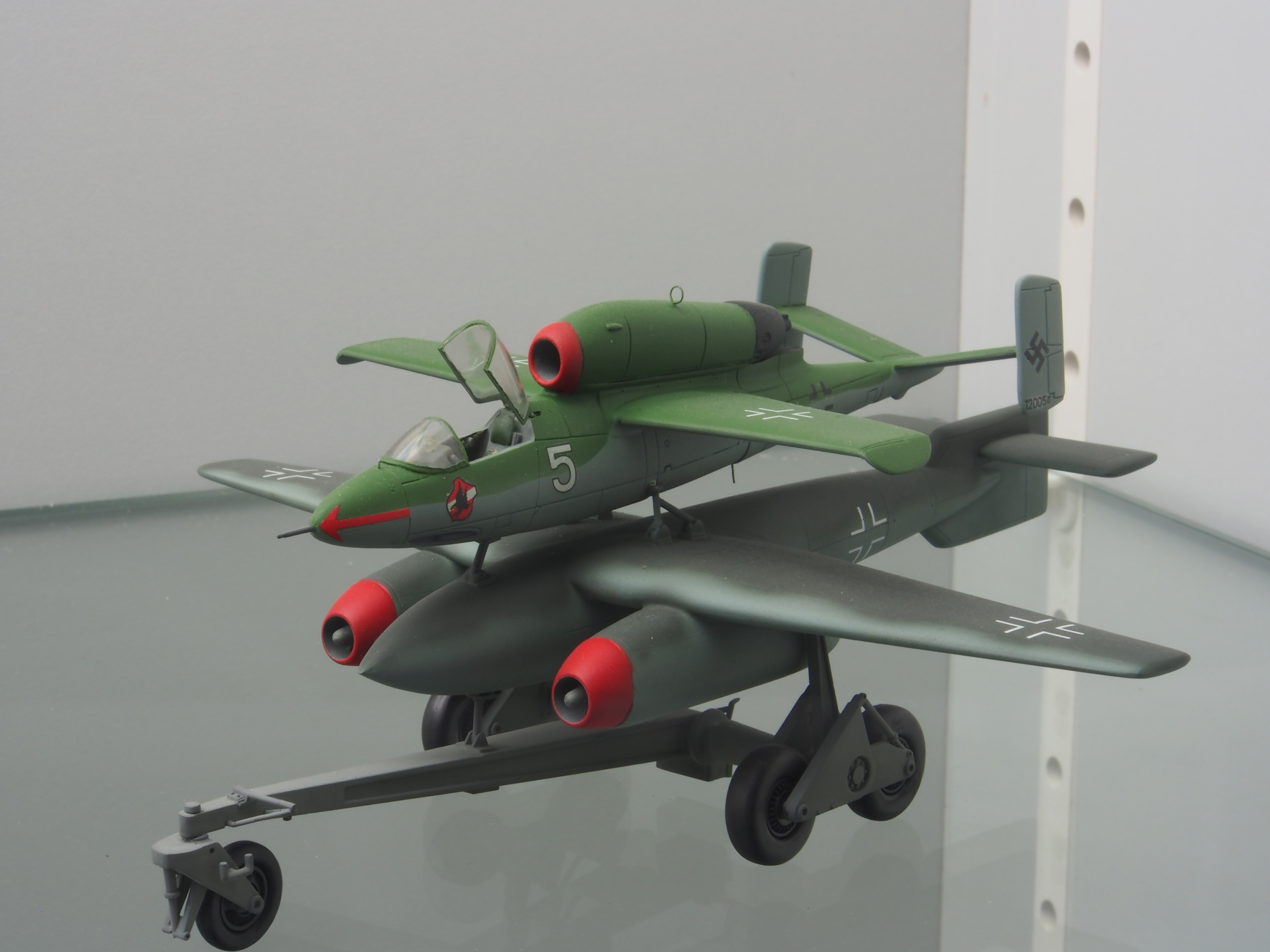
Mistel 5

Mistel Prototyp
prototipo composto da uno Ju 88 A-4 ed un caccia Bf 109 F-4.
Mistel 1
versione di serie composta da Ju 88 A-4 e Bf 109 F-4, una delle due realmente impiegata in missioni operative.
Mistel S1
versione da addestramento del Mistel 1.
Mistel 2
composizione tra uno Ju 88 G-l ed un caccia Fw 190 A-8 o F-8.
Mistel S2
versione da addestramento del Mistel 2.
Mistel 3A
composizione tra uno Ju 88 A-4 ed un caccia Fw 190 A-8, una delle due realmente impiegata in missioni operative.
Mistel S3A
versione da addestramento del Mistel 3A.
Mistel 3B
composizione tra uno Ju 88 H-4 ed un caccia Fw 190 A-8.
Mistel 3C
composizione tra uno Ju 88 G-10 ed un caccia Fw 190 F-8.
Mistel 3A
composizione tra uno Ju 88 A-4 ed un caccia Fw 190 A-8.
Mistel Führungsmaschine
composizione tra uno Ju 88 A-4/H-4 ed un caccia Fw 190 A-8.
Mistel 4
composizione tra uno Junkers Ju 287 ed un Messerschmitt Me 262.
Mistel 5
conosciuta anche con la designazione RLM Junkers Ju 268, composizione tra un Arado E 377 A ed un caccia intercettore Heinkel He 162 rimasto allo stadio progettuale.

## Utilizzatori
Germania
- Luftwaffe